# Вірмени в Україні

Інтер'єр вірменської церкви у Львові, майстер Теодор Аксентович

Вірмени в Україні — вірменська етнічна меншина, яка проживає в Україні. Вірмени нараховують близько 100 тис. осіб згідно з переписом 2001 року. Вірменське населення в Україні, збільшилося з моменту розпаду СРСР, багато в чому через нестабільність на Кавказі, зокрема через Карабаський конфлікт.

## Історія

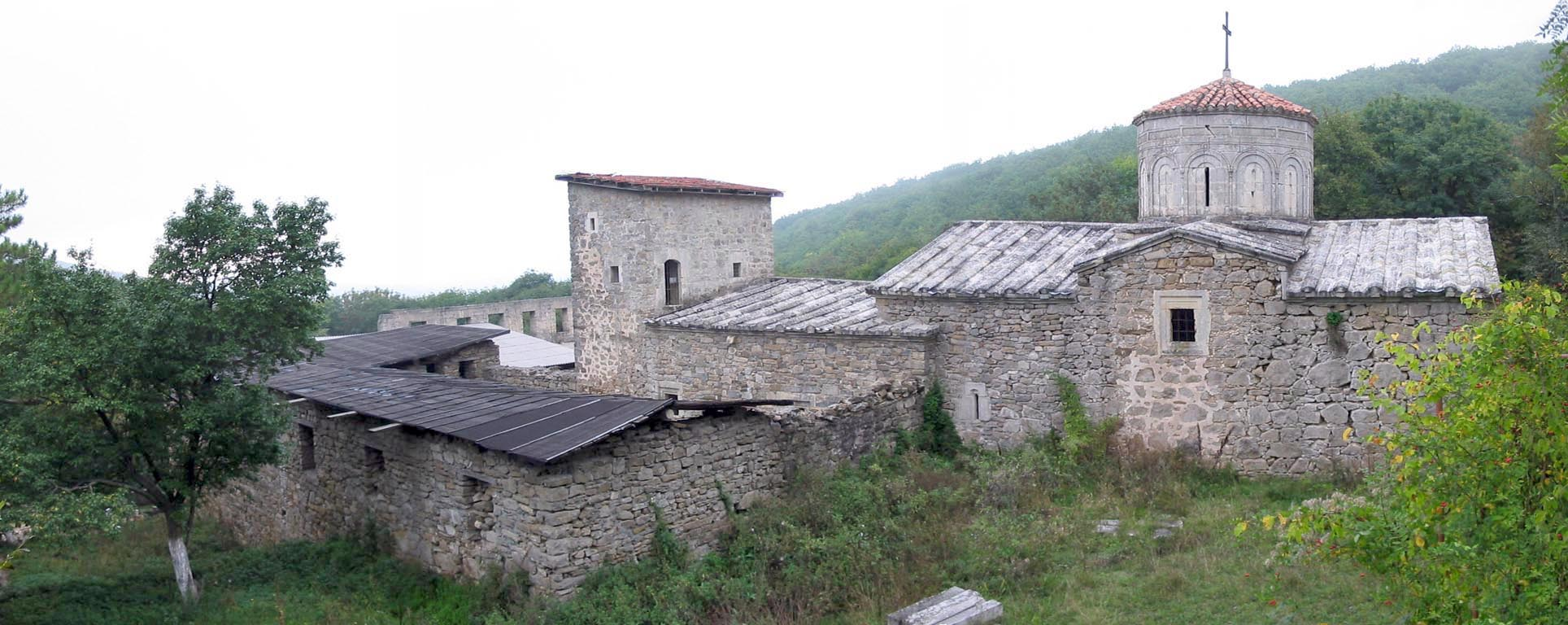
Монастир Сурб-Хач в Криму

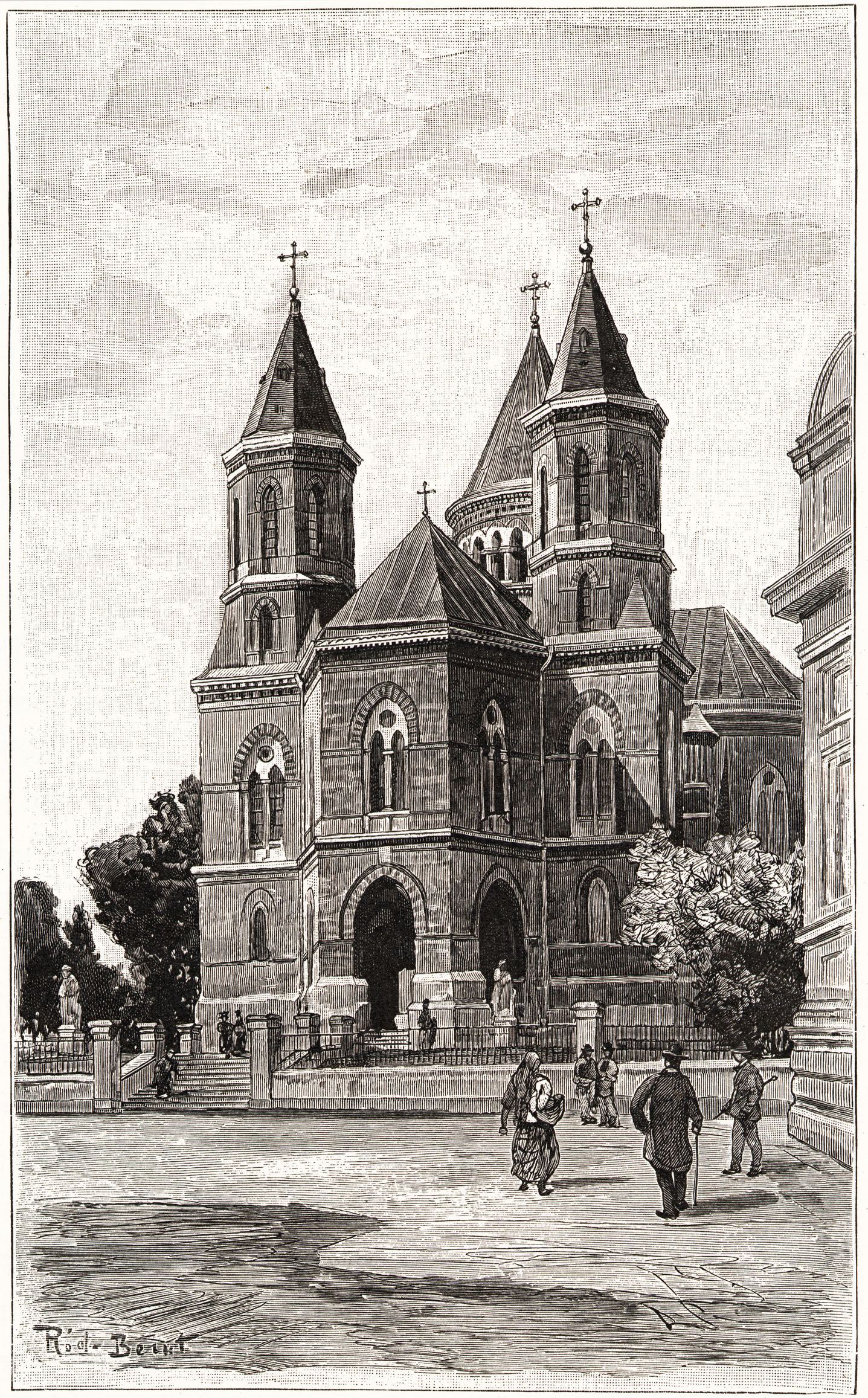
Вірменська церква у Чернівцях

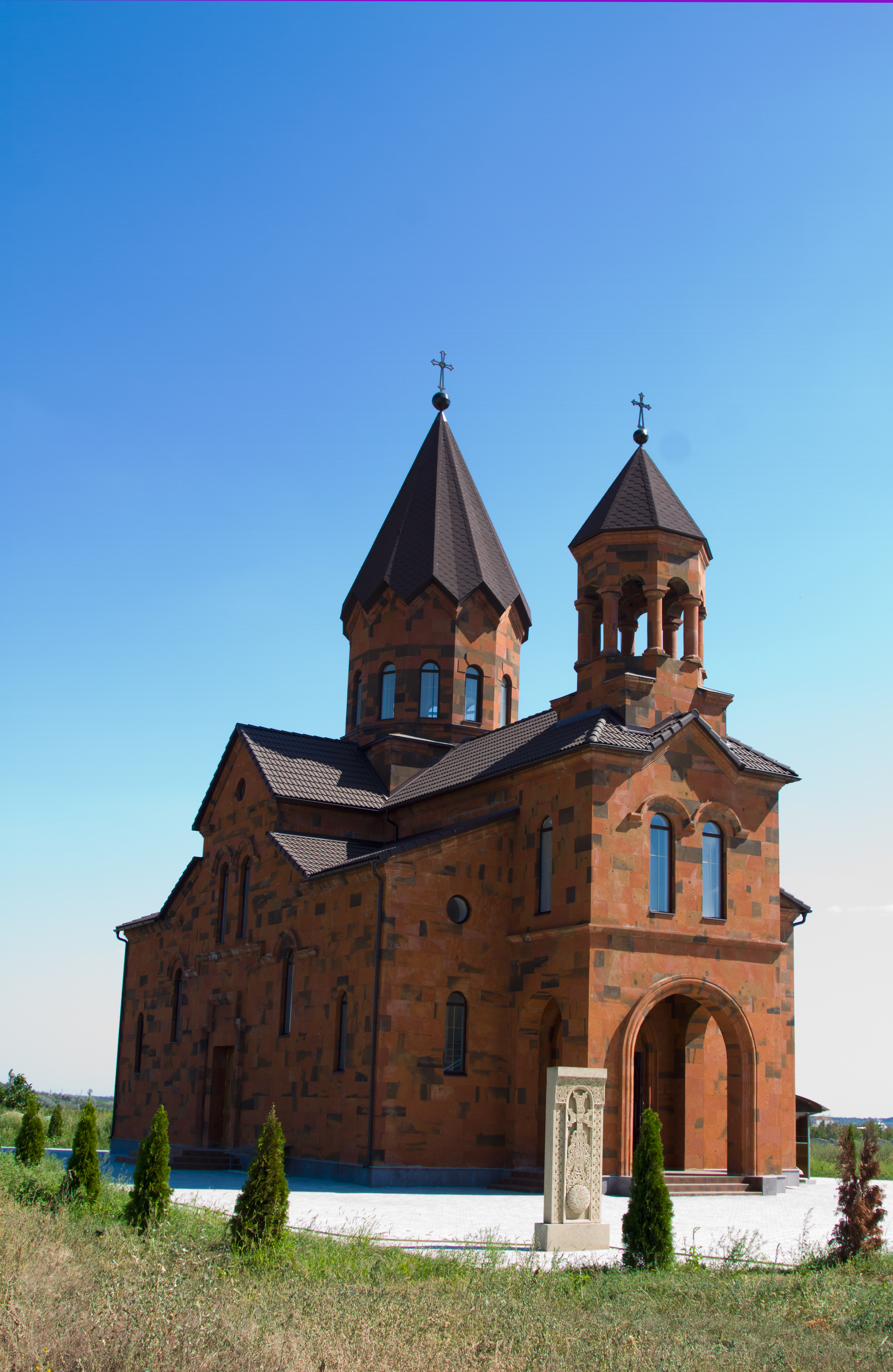
Вірменська апостольська церква святого Геворга у Миколаєві

Вірмени на території сучасної України відомі ще із часів початку заселення її слов'янськими племенами. Свідченням цього є «Географія» відомого вірменського вченого VII ст. Ананія Ширакаці. Слов'яно-вірменські культурні зв'язки відображені в ідентичному фольклорному сказанні про заснування міст Києва і Куара.
Визволення Вірменії від залежності арабського халіфату (8–9 ст.) і утворення царства Багратуні (896—1045 рр.) сприяло подальшому розвитку торгово-економічних і культурних відносин з Київською Руссю. Київська Русь у відповідь на звернення вірменських правителів у часи нового арабського вторгнення надавала воєнну допомогу, зокрема, у 913, 943—944 рр. відбулися походи руських військ на Закавказзя. Запровадження християнства на Русі (988 р.) посилило її культурні, політичні, економічні зв'язки з Вірменією, мало вирішальне значення для формування характеру взаємовідносин народів, визначало ще одну лінію — ідейну— їх постійних зв'язків. У вірменській і древньоруській архітектурі, малярстві, літературі й героїчному епосі відбиваються спільні риси. В XI—XII ст. в умовах безперервної боротьби з зовнішніми ворогами вірмени діставали підтримку і допомогу з боку Київської Русі. У 1001 р., за свідченням вірменського історика Асаніка, у Вірменії разом з Візантійським військом було 6 тис. руських вояків. Вірмени брали участь у боротьбі проти навали кочівників на землю України-Русі. У 1062 р. київський князь Ізяслав призвав на службу 20 тисяч вірменів для боротьби з половцями.
У XI столітті після нападів сельджуків, падіння вірменської держави і антивірменської політики у Візантії значна частина вірмен переселилася на південь України, перш за все до Криму. В XI столітті окремі вірменські купці, найманці і ремісники служили у князю київському.
Протягом XI—XVII ст. в різних регіонах сучасної України, в основному на території Західної, Правобережної України, Криму, утворюються вірменські колонії (всього відомо 70 вірменських колоній). Тісні взаємозв'язки зумовили збільшення кількості вірмен, які постійно проживали в Україні-Русі. Найбільші колонії були у Львові, Кам'янці-Подільському, Володимирі, Луцьку, Станіславі, Язлівці, Брадах. Важливим стимулом переселення вірмен на українські землі, в основному торгово-ремісничого населення, були сприятливі умови для господарської діяльності, а також надання їм права мати свій суд, самоврядування, церкву. Умови життя і становище вірмен в Україні, територія якої в різні часи входила до складу різних держав, були неоднакові.
«Києво-Печерський Патерик» згадує вірменського лікаря, який лікував Володимира Мономаха.
У 1230 р. галицький князь Лев Данилович запросив вірмен у військо для оборони східного кордону своєї держави.

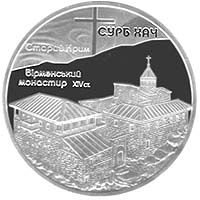
Реверс пам'ятної монети, Сурб-Хач в Криму

Вони прибули в основному на Кримський півострів, де були створені великі вірменські колонії у Кафі (Феодосія), Судаку і Солхаті (Старий Крим).
Чисельність вірменів в Україні зросла протягом XII—XV століть в результаті міграції. Це призвело до появи нової назви Кримського півострова в середньовічних літописах — Armenia Magna (Велика Вірменія) або Armenia Maritima (Морська Вірменія) в середньовічних літописах. Невеликі вірменські громади були засновані в центральній Україні, включаючи Київ, і західних регіонах — Поділлі та Галичині. Вірмени у цих регіонах розмовляли та вели діловодство на вірмено-кипчацькій мові.
У 1267 році Львів став центром вірменської єпархії, а освячений в 1367 році вірменський собор у цьому місті — єпархіальним.
У Львові в 1510 році вірмени отримали від польського короля Сигізмунда І дозвіл судитися за своїм власним правом — статутом львівських вірмен, однак вони не допускалися в роботу міського магістрату (у міському самоврядуванні могли брати участь тільки католики).
Важливим центром вірменської колонізації став Кам'янець-Подільський (в XVI столітті там було 300 вірменських сімей), де вірмени мали свій магістрат. Поселення вірмен були в Києві, Луцьку, Галичі, Снятині, з часом в Станіславові.
Після захоплення Криму Османською імперією в 1475 році, багато кримських вірмен переїхали в ці північно-західні регіони України. В Галичині і на Поділлі працювали вірменські друкарні, а в 1618 р. Ованес Карматенянц видав «Альгіш Бітікі» («Молитовник») — єдину у світі друковану книгу вірмено-кіпчацькою мовою, яка була письмовим варіантом розмовної мови вірмен в Криму і в Україні. Після прийняття частиною вірмен унії (1630 рік) з католицькою церквою, вірмени в Речі Посполитій поступово асимілювалися серед місцевого населення, а частина з них емігрувала до Криму.

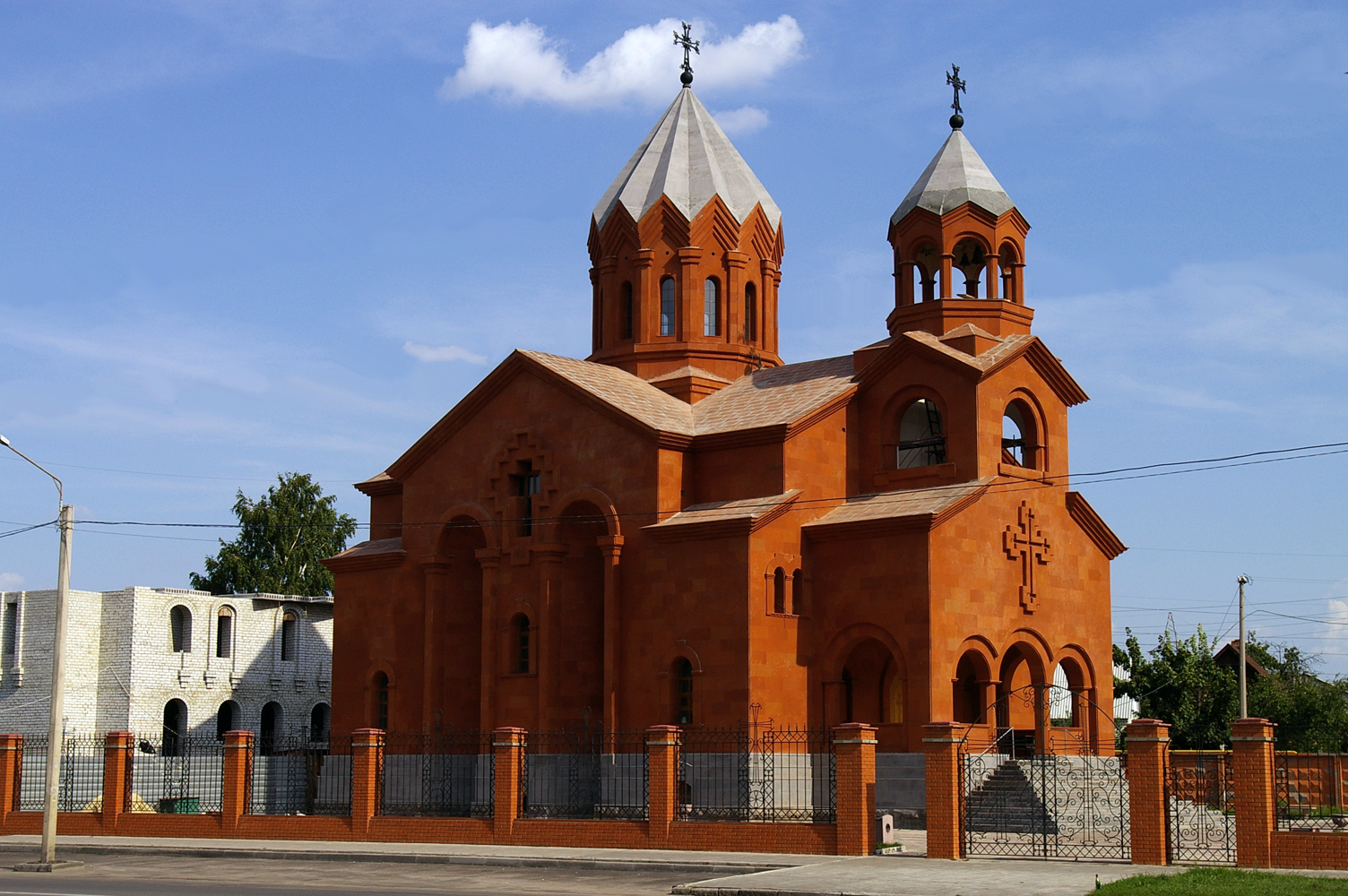
Вірменська церква в Харкові

В окремих містах України був вірменський суд, на чолі якого стояв вірменський війт (представник адміністративної влади). Суд розглядав усі без винятку громадянські і карні справи, які стосувалися вірмен. «Судебник» Мхітара Гаша, який був діючим законом у Вірменії і дозволяв існування вірменських юридичних інститутів в західноєвропейському середовищі, був основою судочинства. Він був збірником феодальних законів і захищав, перш за все, інтереси панівних верхівок протягом кількох століть. Наявність вірменського суду як державного органу мала виняткове значення для життя вірмен в іноземному середовищі, захисту їх прав і маєтності. Це сприяло збереженню духовної і матеріальної культури вірменського народу. Наприкінці XVIII ст. самоврядування у вірменських колоніях було ліквідоване, що й сприяло їх занепаду у більшості міст України.
У 1778 році велика група кримських вірмен покинула територію Османської імперії і поселилася в межах Російської імперії. Однак через двадцять років після входження Криму до складу Російської імперії, на заклик російського уряду туди повернулися багато з переселенців повернулися і прибули нові групи вірмен з Османської імперії.

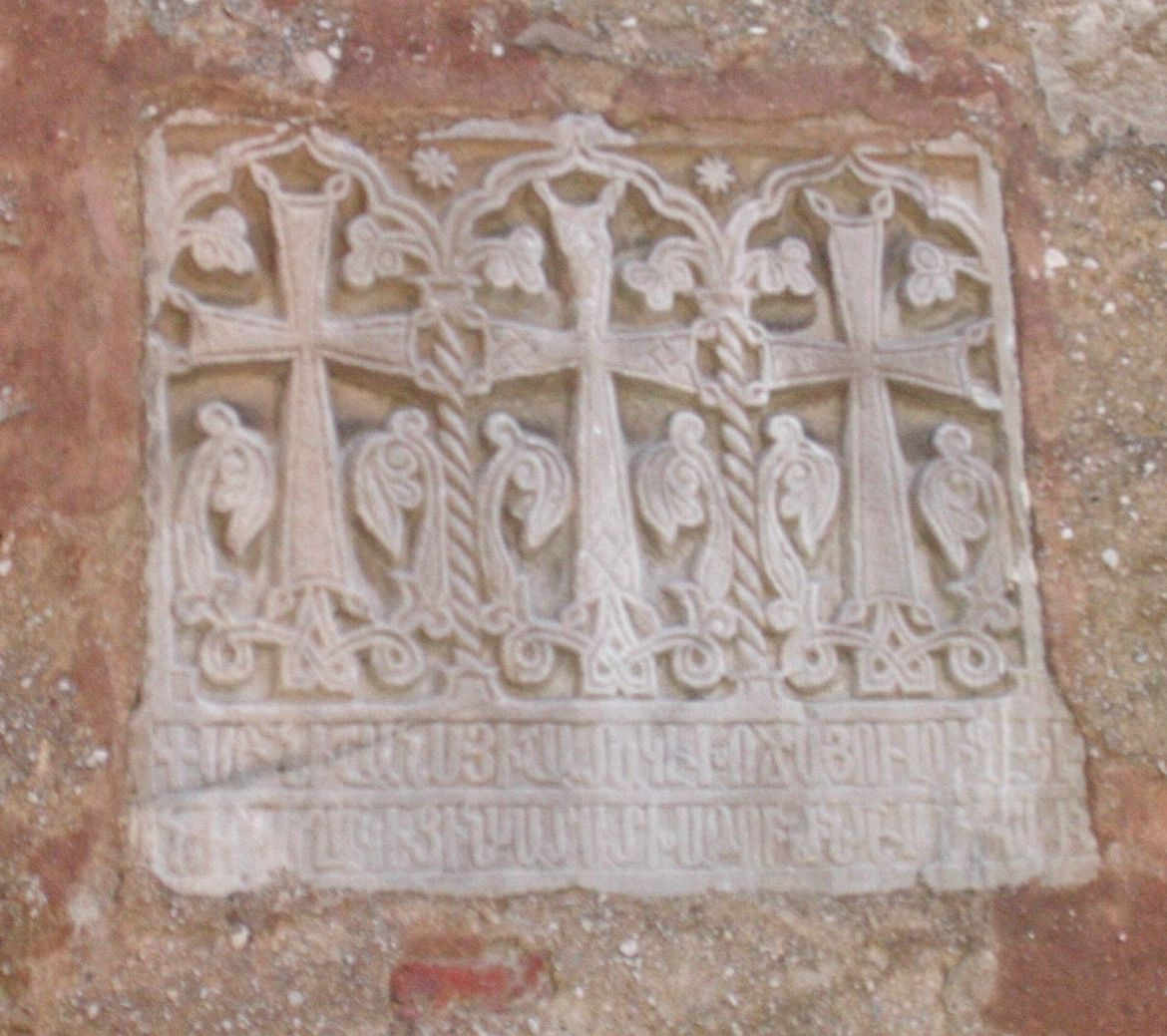
Вірменські хачкари в Феодосії

У першій половині XX століття в Галичині налічувалося 5,5 тисяч вірменів-католиків за віросповіданням, як правило польськомовних. Вони мали 9 парафіяльних церков, 16 каплиць, монастир сестер-бенедиктинок у Львові. Львівська архиєпархія вірменокатоликів перебувала в безпосередньому підпорядкуванні Папи Римського і проіснувала до кінця Другої світової війни, коли була знищена радянською владою.
У 1944 році кримські вірмени були депортовані з півострова поряд з греками, болгарами і кримськими татарами, однак їм дозволили повернутися в 1960-і роки.
Після 1991 року спостерігається відродження Вірменської католицької церкви в Україні. 28 листопада 1991 в Україні було офіційно зареєстровано єпархію Вірменської апостольської церкви, громади якої зараз діють у Львові, Києві, Одесі, Харкові, Дніпрі, а також у деяких містах Криму.
З вересня 1994 року видається газета вірменської громади України «Арагац». Видання мало кількатисячний наклад українською та вірменською мовами, виходила як додаток до газети Верховної Ради України «Голос України».

## Історична динаміка
Динаміка чисельності вірмен на території України за переписами
| Рік  | Чисельність | Частка |
| ---- | ----------- | ------ |
| 1926 | 21 344      | 0,07 % |
| 1939 | 34 611      | 0,11 % |
| 1959 | 28 024      | 0,07 % |
| 1970 | 33 439      | 0,07 % |
| 1979 | 38 646      | 0,08 % |
| 1989 | 54 200      | 0,10 % |
| 2001 | 99 894      | 0,21 % |

### Розміщення

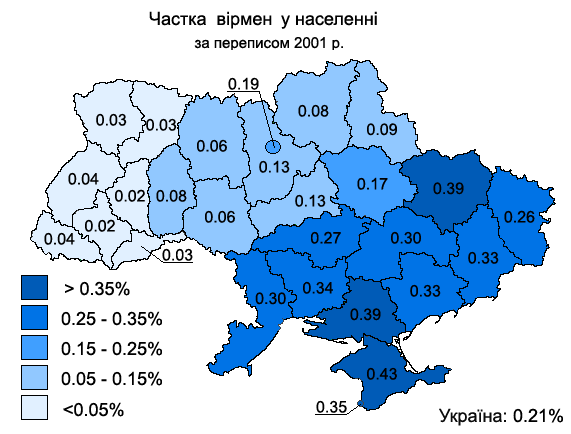
Частка вірменів у населенні за переписом 2001 року)

Сьогодні найбільша концентрація вірмен в Україні спостерігається в Донецькій області (15 700, 0,33 % від населення, збільшилася з 1989 року в 2,5 рази), друга за кількістю — в Харківській області — 11 тисяч (збільшилася з 1989 року в 2 рази), третє у Дніпропетровській області.
Розміщення вірмен в Україні по регіонам відповідно по перепису населення України 2001 року
| Місце | Регіон                    | Кількість вірмен |
| ----- | ------------------------- | ---------------- |
| 1     | Донецька область          | 15 734           |
| 2     | Харківська область        | 11 157           |
| 3     | Дніпропетровська область  | 10 683           |
| 4     | Автономна Республіка Крим | 8 769            |
| 5     | Одеська область           | 7 440            |
| 6     | Луганська область         | 6 587            |
| 7     | Запорізька область        | 6 411            |
| 8     | Київ                      | 4 935            |
| 9     | Херсонська область        | 4 548            |
| 10    | Миколаївська область      | 4 277            |
| 11    | Кіровоградська область    | 2 994            |
| 12    | Полтавська область        | 2 678            |
| 13    | Київська область          | 2 341            |
| 14    | Черкаська область         | 1 749            |
| 15    | Севастополь               | 1 319            |
| 16    | Сумська область           | 1 183            |
| 17    | Хмельницька область       | 1 159            |
| 18    | Львівська область         | 1 139            |
| 19    | Вінницька область         | 1 091            |
| 20    | Чернігівська область      | 934              |
| 21    | Житомирська область       | 820              |
| 22    | Закарпатська область      | 490              |
| 23    | Волинська область         | 322              |
| 24    | Рівненська область        | 314              |
| 25    | Івано-Франківська область | 282              |
| 26    | Чернівецька область       | 279              |
| 27    | Тернопільська область     | 259              |

Урбанізація серед вірменів України за даними переписів населення:
|            | 1970   | 1970    | 1989   | 1989    | 2001   | 2001    |
| ---------- | ------ | ------- | ------ | ------- | ------ | ------- |
| міського   | 31 101 | 93,0 %  | 46 856 | 86,5 %  | 79 145 | 79,2 %  |
| сільського | 2 338  | 7,0 %   | 7 344  | 13,5 %  | 20 749 | 20,8 %  |
| всього     | 33 439 | 100,0 % | 54 200 | 100,0 % | 99 894 | 100,0 % |

## Мова
Вірмено-кипчацька мова — мова вірмен, що жили у 16—17 століттях великими колоніями в Кам'янці-Подільському, Львові, Луцьку, Аккермані, Яссах, Едірне (Адріанополі) та інших містах України, Речі Посполитій, Молдовського князівства, Румунії.
Входить до кипчацько-половецької підгрупи тюркських мов. Носії вірмено-кипчацької мови позначали свою мову як хипчах тілі«кипчацька мова», бизим тіл «наша мова» (в протилежність вірменській) і татарча «по-татарськи».
Рідна мова вірменів України за результатами переписів населення.
|            | 1970   | 1989   | 2001   |
| ---------- | ------ | ------ | ------ |
| вірменська | 38,4 % | 49,0 % | 50,4 % |
| російська  | 58,6 % | 47,5 % | 43,2 % |
| українська | 2,6 %  | 2,9 %  | 5,8 %  |
| інша       | 0,4 %  | 0,6 %  | 0,6 %  |

За переписом 2001 року, серед вірменів України вказали на вільне володіння мовами:
- російською — 87,7 %
- вірменською — 64,6 %
- українською — 50,0 %

Вільне володіння мовами серед вірменів УРСР за даними перепису 1970 р.:
- російською — 93,9 %
- вірменською — 54,2 %
- українською — 13,7 %

Населені пункти, у яких під час перепису 2001 р. вірменську мову назвали рідною понад 10 % населення (курсивом позначені населені пункти з населенням менше 25 осіб)
| населений пункт | район                    | область                | вірменськомовних, % |
| с-ще НАГІРНЕ    | БАХМУТСЬКИЙ РАЙОН        | ДОНЕЦЬКА ОБЛАСТЬ       | 28,6                |
| с. НОВА ЗОРЯ    | БІЛОЗЕРСЬКИЙ РАЙОН       | ХЕРСОНСЬКА ОБЛАСТЬ     | 27,9                |
| с. АГРАФЕНІВКА  | ВІЛЬНЯНСЬКИЙ РАЙОН       | ЗАПОРІЗЬКА ОБЛАСТЬ     | 26,3                |
| с. В'ЯЗІВКА     | ЯКИМІВСЬКИЙ РАЙОН        | ЗАПОРІЗЬКА ОБЛАСТЬ     | 23,8                |
| с. ЗАВГОРОДНЄ   | ВАЛКІВСЬКИЙ РАЙОН        | ХАРКІВСЬКА ОБЛАСТЬ     | 22,2                |
| с. ЗАЙЦІВКА     | ВАЛКІВСЬКИЙ РАЙОН        | ХАРКІВСЬКА ОБЛАСТЬ     | 20,0                |
| с. СЛІПУШИНСЬКЕ | ГОЛОПРИСТАНСЬКИЙ РАЙОН   | ХЕРСОНСЬКА ОБЛАСТЬ     | 18,2                |
| с. ПЕТРЕНКИ     | ДИКАНСЬКИЙ РАЙОН         | ПОЛТАВСЬКА ОБЛАСТЬ     | 18,2                |
| с. КУСТОРІВКА   | КРАСНОКУТСЬКИЙ РАЙОН     | ХАРКІВСЬКА ОБЛАСТЬ     | 18,2                |
| с. СТЕПАНІВКА   | ВІЛЬШАНСЬКИЙ РАЙОН       | КІРОВОГРАДСЬКА ОБЛАСТЬ | 15,0                |
| с. ЛОЗОВЕ       | БАХМУТСЬКИЙ РАЙОН        | ДОНЕЦЬКА ОБЛАСТЬ       | 14,6                |
| с. БЛАГОДАТНЕ   | БАХМУТСЬКИЙ РАЙОН        | ДОНЕЦЬКА ОБЛАСТЬ       | 13,9                |
| с. ЯСНА ПОЛЯНА  | ВЕСЕЛІВСЬКИЙ РАЙОН       | ЗАПОРІЗЬКА ОБЛАСТЬ     | 13,8                |
| с. КАРПІВКА     | РОЗДІЛЬНЯНСЬКИЙ РАЙОН    | ОДЕСЬКА ОБЛАСТЬ        | 13,7                |
| с. БОРОВЕ       | ХАРКІВСЬКИЙ РАЙОН        | ХАРКІВСЬКА ОБЛАСТЬ     | 13,5                |
| с. ДРУЖНЕ       | ЦЮРУПИНСЬКИЙ РАЙОН       | ХЕРСОНСЬКА ОБЛАСТЬ     | 13,1                |
| с. ЗАРІЧНЕ      | БІЛОЗЕРСЬКИЙ РАЙОН       | ХЕРСОНСЬКА ОБЛАСТЬ     | 12,2                |
| с. ЯБЛУНІВКА    | КОБЕЛЯЦЬКИЙ РАЙОН        | ПОЛТАВСЬКА ОБЛАСТЬ     | 11,4                |
| с. КОКОЛОВЕ     | ДОБРОВЕЛИЧКІВСЬКИЙ РАЙОН | КІРОВОГРАДСЬКА ОБЛАСТЬ | 10,3                |
|                 |                          |                        |                     |

## Вірменська апостольська церквав Україні

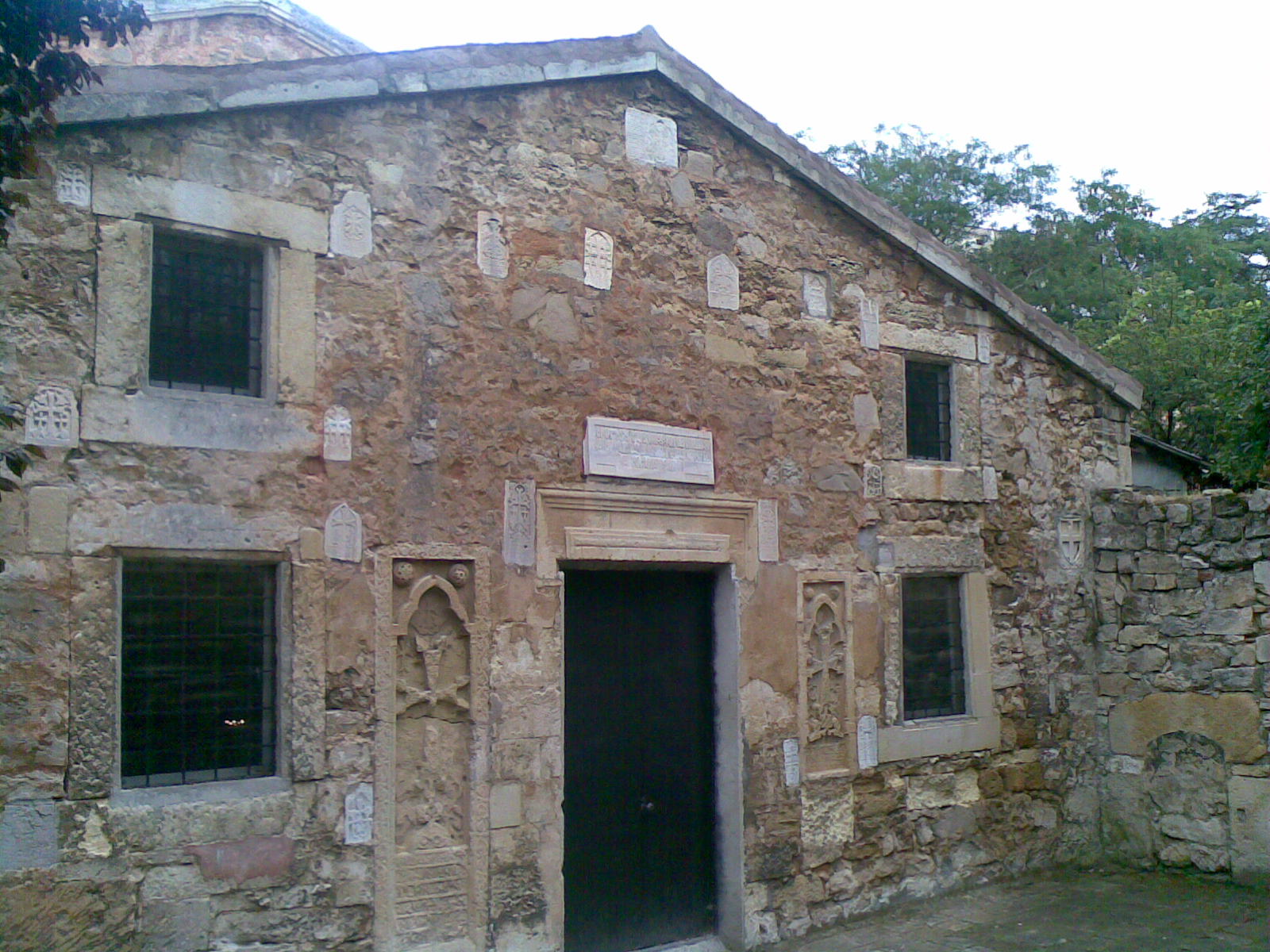
Вірменська церква в Феодосії

За даними на 2007 рік Вірменська апостольська церква найбільше була поширена в Автономній Республіці Крим (7 громад), Донецькій (2 громади) і Одеській (також 2 громади) областях.

## Діяльність
В Україні функціонує низка громадських об'єднань вірменської діаспори. Більшість із них входить до Спілки вірмен України.
Діяльність цих організацій, здебільшого, спрямована на надання різного характеру допомоги представникам вірменської діаспори (зокрема, юридичної, моральної, матеріальної), та сконцентрована довкола вивчення та розповсюдження вірменської культури, а також спортивних активностей.

## Вірмено-український артжурнал TheNorDar
З 2011 року видається вірмено-український журнал TheNorDar, яркий став партнером спеціальної номінації «Пам'ятки вірменської культури в Україні» української частини фотоконкурсу Вікі любить пам'ятки, в результаті чого на Вікісховищі були сформовані списки вірменських пам'яток України з їх фотографіями

## Пам'ятки

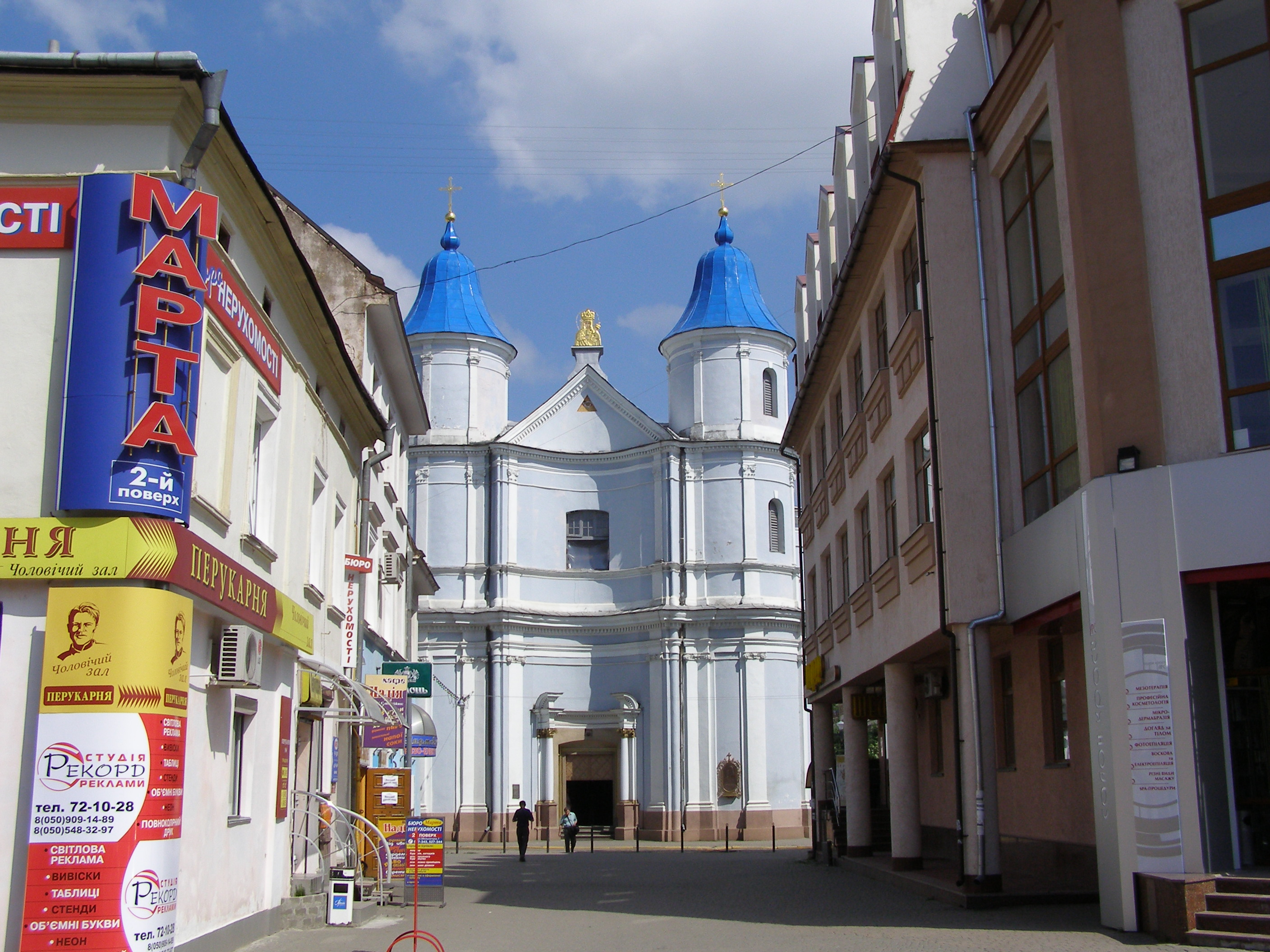
Вірменська церква в Івано-Франківську

У місцях середньовічних поселень вірмен збереглися кам'яні хрести — хачкари. У Львові, Кам'янці-Подільському, Івано-Франківську, Бережанах, Кутах, Снятині, Городенці, Лисеці, Жванці, Луцьку, Язловці, Тисмениці, Ізмаїлі, Білгород-Дністровському, Ялті, Феодосії, Євпаторії та інших містах України збереглися старовинні вірменські церкви та каплиці, а недалеко від міста Старий Крим — монастир Сурб Хач (Святий Хрест), який зараз реставрується.

## Вірмени, що загинули за незалежність України (Герої Майдану)
- Нігоян Сергій Гагікович (1993—2014 р.р.) — застрелений снайпером на вулиці Грушевського в Києві 22 січня 2014 року
- Арутюнян Георгій Вагаршакович (1960—2014 р.р.) — застрелений снайпером поблизу Монумента Незалежності в Києві 20 лютого 2014 року